# Castrezzato
Castrezzato (Castrezàt in dialetto bresciano) è un comune italiano di 7 827 abitanti della provincia di Brescia in Lombardia.

## Geografia fisica

### Territorio
Castrezzato si trova nella Bassa Bresciana occidentale. Il territorio è pianeggiante ed è attraversato a settentrione dalle rogge Trenzana-Travagliata e Castrina.

### Clima
Il clima a Castrezzato è caldo e temperato, con piovosità significativa durante tutto l'anno.
La temperatura media annuale è di 13 °C, essendo luglio il mese con temperature più alte (28,2 °C) e gennaio il mese con temperature più basse (-0,8 °C).
La piovosità media annuale è di 1077 mm. In particolare le piogge sono più scarse nel mese di gennaio (54 mm) e più abbondanti nel mese di novembre (122 mm).
| [ 6 ]               | Mesi | Mesi | Mesi | Mesi | Mesi | Mesi | Mesi | Mesi | Mesi | Mesi | Mesi | Mesi | Stagioni | Stagioni | Stagioni | Stagioni | Anno  |
| [ 6 ]               | Gen  | Feb  | Mar  | Apr  | Mag  | Giu  | Lug  | Ago  | Set  | Ott  | Nov  | Dic  | Inv      | Pri      | Est      | Aut      | Anno  |
| ------------------- | ---- | ---- | ---- | ---- | ---- | ---- | ---- | ---- | ---- | ---- | ---- | ---- | -------- | -------- | -------- | -------- | ----- |
| T. max. media (°C)  | 6,8  | 8,8  | 13,5 | 17,4 | 21,6 | 26,2 | 28,2 | 27,7 | 22,8 | 17,6 | 11,8 | 7,3  | 7,6      | 17,5     | 27,4     | 17,4     | 17,5  |
| T. min. media (°C)  | −0,8 | −0,3 | 2,7  | 6,6  | 11,0 | 15,7 | 18,2 | 18,2 | 14,4 | 10,3 | 5,3  | 0,5  | −0,2     | 6,8      | 17,4     | 10,0     | 8,5   |
| Precipitazioni (mm) | 54   | 58   | 68   | 93   | 104  | 100  | 86   | 95   | 115  | 116  | 122  | 66   | 178      | 265      | 281      | 353      | 1 077 |

## Origini del nome
Secondo il Mazza (1986), il toponimo deriverebbe dal latino castrum per la presenza di un castello medievale, oppure dal personale romano Castricius rinvenibile su alcune lapidi longobarde.

## Storia
In epoca romana, il territorio appartenne al pagus raggruppante Chiari, Cologne e Rovato. In seguito dipese dalla pieve di Coccaglio. Il borgo si sviluppò all'interno di un castrum per la difesa degli abitanti.
Durante una delle tante guerre che caratterizzarono il territorio bresciano nel XII secolo, il castello andò distrutto. Fu riedificato nel 1205 per ordine del comune di Brescia, che concesse anche privilegi ed immunità a motivo dei quali il borgo fu chiamato Castelfranco. Il fortilizio fece parte di una linea di difesa della repubblica comunale bresciana che si estese, fra il XII e il XIII secolo, da Iseo a Quinzano.
Le mura difensive del castello furono donate al comune dalle famiglie nobili che ne erano proprietarie; avendo però perduta l'originaria funzione, andarono in rovina e i fossati furono riempiti per farne strade. La viabilità odierna, caratterizzata da una circonvallazione esagonale, ricorda l'originario sistema di fortificazione.
Nel 1701, durante la battaglia di Chiari, il borgo fu saccheggiato dalle truppe francesi e spagnole.
Durante la pandemia di COVID-19, il territorio castrezzatese venne inserito in zona rossa a seguito di numerosi contagi.

### Simboli
Lo stemma è stato riconosciuto con decreto del capo del governo dell'11 febbraio 1930.
(D.C.G. 11 febbraio 1930)
Il gonfalone, concesso con regio decreto del 13 maggio 1929, è un drappo troncato di azzurro e di bianco.

## Monumenti e luoghi d'interesse
- Chiesa dei santi Pietro e Paolo: è la parrocchiale. Fu eretta tra il 1750 e il 1764, in posizione prossima all'antica chiesa dedicata a Santa Maria degli Angeli, e fu consacrata nel 1785. All'interno, accanto alla Sacrestia, si trova la Cappella del Suffragio. Contiene affreschi attribuiti a Pietro Scalvini e dipinti di Lodovico Gallina, Antonio Guadagnini, Sante Cattaneo, Giuseppe Teosa, Giacomo Bondioli. L'altare maggiore è opera dei tagliapietre di Rezzato.[8]
- Chiesa di San Pietro: risale al 1102 e sorge sulle rovine di un antico castello.[8]
- Chiesa di San Lorenzo: riedificata nel 1737, contiene affreschi di Pietro Scalvini.[8]
- Affresco di via Battisti: posto all'inizio della strada, ricorda l'apparizione con la quale, nel 1378, sant'Antonio, scortato da angeli armati, avrebbe messo in fuga l'esercito visconteo capitanato da Giovanni Oldofredi.
- Villa Torri: ottocentesca, con ampia facciata sul fronte strada e, verso il giardino, portichetto sormontato da una loggia.
- Edificio del Cinquecento-Seicento (a sud del paese, all'incrocio tra Via X Giornate e Via XXIV Maggio): costruzione rettangolare rimaneggiata nei secoli successivi le cui fondamenta, secondo il Mazza (1986), potrebbero risalire al Quattrocento.[12]
- Castello: dell'antico fortilizio resta solo la torre, trasformata in campanile.

## Società

### Evoluzione demografica
Abitanti censiti

### Etnie e minoranze straniere
Secondo i dati ISTAT al 31 dicembre 2010 la popolazione straniera residente era di 1 407 persone. Le nazionalità maggiormente rappresentate in base alla loro percentuale sul totale della popolazione residente erano:
- Albania 50,8%
- Marocco 25,2%
- Serbia 8,4%
- Kosovo 7,6%
- Romania 8,0%

## Geografia antropica

### Urbanistica
La viabilità ricorda l'originario sistema di fortificazione: come riportato dal Mazza (1986), il Lechi segnalava come la strada di circonvallazione, composta dalle attuali via Dieci Giornate, via Dante Alighieri, via Circonvallazione Nord e via Vittorio Alfieri, era caratterizzata da una forma esagonale analoga a quella di una piccola cittadella murata.

### Frazioni
- Campagna
- Monticelle
- Barussa
- Anello
- Anellino.

## Infrastrutture e trasporti
Il territorio comunale è attraversato dall'autostrada Brebemi che serve il paese con un casello non a pedaggio. 
Tra il 1932 e il 1956 era presente una stazione ferroviaria posta sulla linea Cremona-Iseo. Dal 2016 la parte settentrionale di Castrezzato è attraversata dalla linea ad alta velocità Milano-Verona.

## Amministrazione
| Periodo          | Periodo        | Primo cittadino         | Partito                                            | Carica  | Note |
| ---------------- | -------------- | ----------------------- | -------------------------------------------------- | ------- | ---- |
| 14 dicembre 1984 | 25 maggio 1990 | Angelo Gabriele Manenti | DC                                                 | Sindaco |      |
| 25 maggio 1990   | 14 giugno 1999 | Pierluigi Treccani      | PSI poi lista civica di centrosinistra             | Sindaco |      |
| 14 giugno 1999   | 14 giugno 2004 | Enrico Corna            | lista civica di centrodestra                       | Sindaco |      |
| 14 giugno 2004   | 8 giugno 2009  | Pierluigi Treccani      | lista civica di centrosinistra                     | Sindaco |      |
| 8 giugno 2009    | 27 maggio 2019 | Gabriella Lupatini      | Il Popolo della Libertà-Lega Nord poi Forza Italia | Sindaco |      |
| 27 maggio 2019   | 10 giugno 2024 | Giovanni Aldi           | lista civica "Progetto Castrezzato"                | Sindaco |      |
| 10 giugno 2024   | in carica      | Luigi Cuneo             | lista civica "SiAmo Castrezzato"                   | Sindaco |      |

## Sport

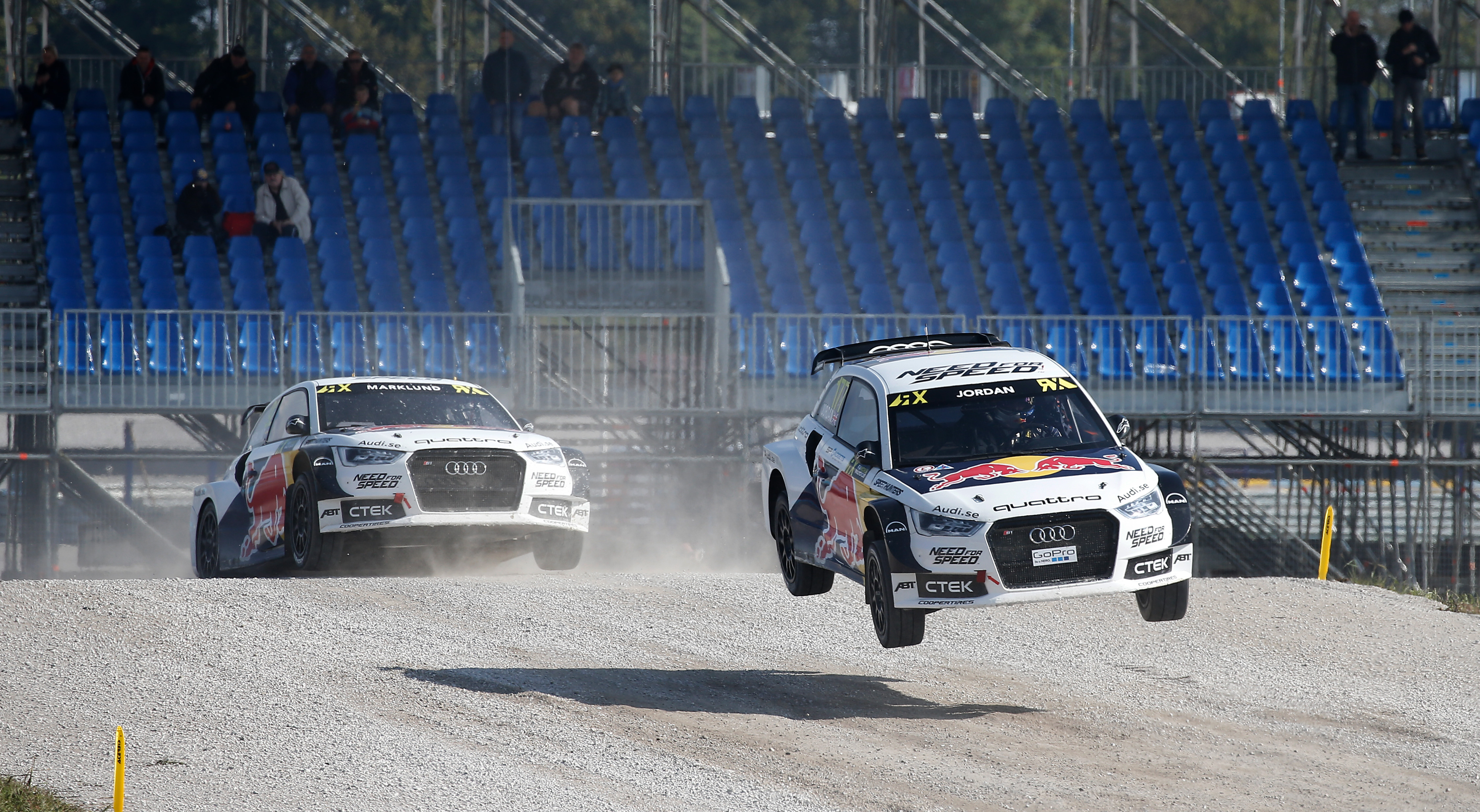
Competizione rally all'autodromo di Franciacorta

- Calcio: la squadra cittadina è l'ASD Castrezzato che partecipa al campionato di Prima Categoria 2024/25;
- Autodromo di Franciacorta: costruito nel primo decennio del XXI secolo, in località Bargnana, è lungo 3 300 metri ed è affiancato da un kartodromo;
- Franciacorta Karting Track: pista di go-kart situata accanto all'autodromo sopracitato.